# Roque Dalton

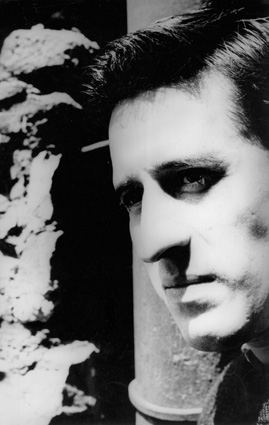
Roque Dalton v Praze

Roque Antonio Dalton García (14. května 1935 San Salvador – 10. května 1975 Quezaltepeque, Salvador), rodným jménem Roque Antonio García, známější jako Roque Dalton, byl salvadorský básník, esejista, novinář, komunistický aktivista a intelektuál. Je považován za jednoho z nejlepších básníků Latinské Ameriky. Psal emocionálně silná, někdy sarkastická a obrazotvorná díla pojednávající o životě, smrti, lásce a politice.
Přestože nikdy nezískal akademický titul, studoval na univerzitě v Chile a později na univerzitě v Salvadoru, kde studoval práva. Navštěvoval také Národní autonomní univerzitu v Mexiku.
V Chile začal studovat marxismus a po návratu do Salvadoru se stal významným místním politikem. Poezii se začal věnovat poté, co pomohl založit Univerzitní literární kroužek. Vstoupil do Komunistické strany Salvadoru. Byl uvězněn v letech 1959 a 1960 za podněcování vzpoury během předsednictví José Maríi Lemuse.
V roce 1961 byl vyhoštěn ze Salvadoru, rok 1961 strávil v Mexiku a poté se přestěhoval na Kubu. Na Kubě se zapojil do kulturního života a po invazi do Zátoky sviní absolvoval vojenský výcvik. Dalton se tajně vrátil do Salvadoru v roce 1965, ale brzy byl chycen a zajat. Čekal na popravu v Cojutepeque, ale byl zázračně zachráněn. Nastalo zemětřesení a zeď jeho vězeňské cely spadla.[zdroj?] Dalton toho využil a utekl.[zdroj?] Vklouzl do procházejícího náboženského průvodu a podařilo se mu vyhledat revolucionáře. V roce 1969 se s jejich pomocí vrátil na Kubu a poté se přemístil do Prahy, kde pracoval jako korespondent časopisu Problémy míru a socialismu. Ve stejném roce získal Cenu poezie Casa de las Américas za knihu napsanou v Praze (převážně v hostinci U Fleků) – Taberna y otros lugares.
Po odchodu z Kuby se Dalton zapojil do občanské války v Salvadoru a v roce 1973 se připojil k Lidové revoluční armádě (ERP). Pro revoluční hnutí to byla těžká doba a Daltonova vlastní organizace ERP byla rozpolcena hořkým frakčním bojem. Dalton kritizoval vojenský avanturismus organizace a tvrdil, že je třeba vybudovat masovou základnu. Za okolností, které zůstávají nejasné, byl obviněn ze spolupráce s CIA a zavražděn členy konkurenční frakce ERP. Jednou z nejrozšířenějších verzí je, že celou akci kompromitace Daltona zosnovala samotná CIA ve spolupráci s agentem infiltrovaným do partyzanské armády.[zdroj?]
Byl znám svým bohémský životním stylem a jeho žoviální a živá osobnost se odráží v jeho literární tvorbě, stejně jako jeho oddanost v boji za sociální spravedlnost v Salvadoru. Je považován za jednoho z nejlepších jihoamerických spisovatelů. Posmrtně získal uznání salvadorské vlády jako „Hijo Meritísimo“ a „Poeta Meritísimo“ a čestný doktorát na Universidad de El Salvador.

## Spisovatelská a politická kariéra
Největší milníky v jeho spisovatelské kariéře představovaly pobyty na Kubě v Casa de las Américas, místě kde se setkávali a tvořili mnozí exiloví levicoví latinskoameričtí spisovatelé. Na Kubě publikoval většinu své poezie. V Praze napsal svou mezinárodně uznávanou Taberna y Otros Lugares. Vytvořil zde také významný životopis Miguela Mármola, významného salvadorského komunisty, který se účastnil salvadorského rolnického povstání v roce 1932 a žil v exilu v Praze.
V roce 1970 se Roque Dalton stal uznávanou postavou salvadorské levice. Hodně se snažil stát revolučním vojákem, a proto se několikrát zúčastnil vojenských výcvikových táborů na Kubě. Jednou napsal: „Politika je přijímána s rizikem života, jinak o ní nemluvíte“.

## Dílo
Daltonův spis zahrnuje téměř 15 básnických sbírek, román, osobní svědectví a divadelní hru, dále povídky, kritiky a eseje o literatuře i politice. Část jeho poezie byla přeložena do angličtiny, francouzštiny, češtiny, ruštiny a italštiny.

### Zajímavosti
- Roque Dalton je v současné době vyobrazen na salvadorských poštovních známkách.
- Podle legendy podstoupil Roque Dalton plastickou operaci. Udělal to, aby se mohl tajně vrátit do Salvadoru. Podle salvadorského spisovatele Claribela Alegría musel zamaskovat dlouhý nos a odstávající uši. Nechal si narůst knír, začal používat brýle a chodil s jiným účesem.
- Roque Daltonovi se připisuje následující citát: „Poezie je, jako chléb, pro každého.“
- Roque Daltonova „Poema de Amor“ (Milostná báseň) je nejoblíbenější básní mezi salvadorskou komunitou v zahraničí. Mnoho z jeho básní bylo vloženo do písní. Daltonovu „Poema de Amor“ zhudebnila skupina Yolocamba Ita. a Čechy
- Dva synové Roque Daltona, Roquito (tj Roque Dalton Jr.) a Juan José (také známý jako „El Vaquerito“) se připojili k FPL a v roce 1980 se stali zakládajícími členy FMLN. Juan José (jehož FPL nom-de-guerre byl Joaquin) měl tu čest pronést hlavní projev na zakládající přehlídce FMLN na Kubě. Druhým řečníkem během průvodu měl být velitel Fidel Castro, ale z bezpečnostních důvodů byla řeč delegována na generála divize Arnalda Ochoa.
- Prozaické dílo „Neodpustitelné“ (10. května) od Eduarda Galeana ve své knize Děti dnů: Kalendář lidských dějin líčí atentát na Roque Daltona.
- Roque Dalton je zmíněn v básni Allena Ginsberga „O chování světa hledajícího krásu proti vládě“.

### Poezie
- Mía junto a los pájaros, San Salvador, 1957
- La ventana en el rostro, Mexiko, 1961
- El mar, La Habana, 1962
- El turno del ofendido, La Habana, 1962
- Los svědectví, La Habana, 1964
- Básně. Antología, San Salvador, 1968
- Taberna y otros lugares, Premio Casa de las Américas, La Habana, 1969
- Los pequeños infiernos, Barcelona, 1970
- V překladu do angličtiny: „Small Hours of the Night“, přeložili Jonathan Cohen, James Graham, Ralph Nelson, Paul Pines, Hardie St. Martin a David Unger. Editoval Hardie St. Martin, Curbstone Press, 1997.

### Eseje
- "César Vallejo", La Habana, 1963
- „El intelectual y la sociedad“, 1969
- „¿Revolución en la revolución? Y la crítica de la derecha“, La Habana, 1970
- „Un libro rojo para Lenin“, La Habana, 1970
- „Miguel Mármol y los sucesos de 1932 en El Salvador“, 1972
- „Las historias prohibidas del Pulgarcito“, Mexiko, 1974
- Redakce UCA „El Salvador (monografia)“.

### Beletrie
Pobrecito poeta que era yo, San Salvador: UCA Editores, 1994, 2005